# Múlaþing
Múlaþing ist seit dem 14. Oktober 2020 eine Gemeinde im Osten von Island, die sich aus vier Gemeinden gebildet hat.
Sie ist mit 10.671 km² die flächenmäßig zweitgrößte im Land (Þingeyjarsveit ist die größte).
Die größten Orte in der Gemeinde Múlaþing sind Egilsstaðir (2636 Einw.), Seyðisfjörður (659 Einw.), Fellabær (403 Einw.), Djúpivogur (417 Einw.) und Borgarfjörður eystri (99 Einw.).

## Zusammenschluss
Am 26. Oktober 2019 fand in den Gemeinden Borgarfjarðarhreppur, Djúpavogshreppur, Fljótsdalshérað und Seyðisfjarðarkaupstaður die Abstimmung über den Zusammenschluss mit dem folgenden Ergebnis statt.
| Gemeinde        | Ja- Stimmen | %    | Nein- Stimmen | %    | Wahlbeteiligung |
| --------------- | ----------- | ---- | ------------- | ---- | --------------- |
| Borgarfjörður   | 44          | 65,7 | 17            | 25   | 71,6 %          |
| Djúpivogur      | 156         | 63,7 | 87            | 35,5 | 78 %            |
| Fljótsdalshérað | 1291        | 92,9 | 84            | 6    | 53,5 %          |
| Seyðisfjörður   | 312         | 86,6 | 45            | 12,5 | 70,7 %          |

Am 27. Juni 2020, dem Tag der Präsidentschaftswahl, wurde über den neuen Namen abgestimmt.
Als Alternativen standen zur Wahl: Drekabyggð, Austurþing, Múlaþinghá, Múlabyggð und Austurþinghá.
Es hatte 67 Namensvorschläge gegeben.

## Übersicht der bisherigen Gemeinden
| Gemeinde                       | Fläche     | Einwohner | Bevölkerungsdichte | Sysla                 |
| ------------------------------ | ---------- | --------- | ------------------ | --------------------- |
| Borgarfjarðarhreppur           | 441 km²    | 109       | 0,25               | Norður-Múlasýsla      |
| Djúpavogshreppur               | 1133 km²   | 472       | 0,42               | Suður-Múlasýsla       |
| Sveitarfélagið Fljótsdalshérað | 8884 km²   | 3600      | 0,41               | Norður-Múlasýsla      |
| Seyðisfjarðarkaupstaður        | 213 km²    | 685       | 3,22               | kreisfrei             |
| Múlaþing                       | 10.671 km² | 4866      | 0,46               | Stand: 1. Januar 2019 |